# Hyundai KIA Beta
| Hyundai/KIA                 | Hyundai/KIA                                        |
| --------------------------- | -------------------------------------------------- |
| \|Beta II 1,8 (G4GB)        |                                                    |
| Beta, Beta II, Beta II CVVT |                                                    |
| Hersteller:                 | Hyundai / KIA                                      |
| Produktionszeitraum:        | 1995–heute                                         |
| Bauform:                    | Reihenvierzylinder                                 |
| Motoren:                    | 1,6 L (1599 cm³) 1,8 L (1795 cm³) 2,0 L (1975 cm³) |
| Zylinder-Zündfolge:         | 1-3-4-2                                            |
| Vorgängermodell:            | keines                                             |
| Nachfolgemodell:            | Theta (4-Zylinder)                                 |
| Ähnliche Modelle:           | Mitsubishi Sirius (4-Zylinder)                     |

Bei der Baureihe Beta handelt es sich um Vierzylinder-Ottomotoren mit zwei obenliegenden Nockenwellen (DOHC) und vier Ventilen pro Zylinder. Die Motoren werden in Ulsan und Hwaseong, Südkorea gebaut. Entwickelt wurden sie in Hyundais Forschungs- und Entwicklungszentrum in Yongin (Südkorea).
Die Beta-Reihe ergänzte ab 1995 mit größeren Hubräumen die 1990 erschienene, erste in Korea entwickelte Motorenreihe Alpha. Zuvor baute Hyundai ausschließlich in Lizenz gefertigte Mitsubishi-Motoren ein.
Der Motorblock besteht aus Grauguss, der Zylinderkopf aus Leichtmetall. Die kleinste Ausführung ist das 1,6-Liter-Modell mit 77,4 mm Zylinderbohrung und 85 mm Zylinderhub bei einem Trockengewicht von 136 kg. Für die 1,8-Liter-Version (135,6 kg) wurden die Zylinder auf 82 mm aufgebohrt und in der 2,0-Liter-Version (144 kg) zusätzlich der Hub auf 93,5 mm verlängert. Letztere wurde 1997 nachgereicht. Die Leerlaufdrehzahl ist weiter unten angegeben.
Die Ein- und Auslass-Nockenwelle sind durch eine Steuerkette verbunden, zwischen Kurbelwelle und Zylinderkopf wird die Kraft mit einem Zahnriemen übertragen. Dessen Inspektion ist aller 45.000/95.000 km oder 48 Monate, sein Tausch aller 100.000/135.000 km oder 60/72 Monate vorgesehen (Modelle mit Premiere vor/ab 2006). Die Motoren sind keine Freiläufer.
Die Nebenaggregate werden über drei Keilriemen angetrieben. Deren Inspektionsintervall ist bei ab 2006 vorgestellten Modellen von 48.000 km/24 Monaten auf 15.000 km/12 Monate verkürzt worden. Ihr Austausch ist bei nachlassender Spannung oder erkennbarer Abnutzung vorzunehmen.
Die Ventilbetätigung änderte sich von der Beta- zur Beta II-Serie. Die Inspektion des Ventilspiels ist aller 95.000 km oder 48 Monate vorgesehen, ein Austausch der Stößel nach Bedarf. Der Beta II CVVT entwickelt mitunter bei etwas über 100.000 km ein Tickgeräusch wegen abgenutzter Tassenstößel. Das Einstellen des Ventilspiels (vgl. Beta II, drittletzter Absatz) kann daher vorsorglich mit dem Zahnriemenwechsel bei 100.000 km zusammengelegt werden, da beide Arbeiten ähnliche Arbeitsschritte erfordern.

## Unterschiede zur Sirius-Reihe
Vor dem Start der Beta-Reihe 1995 verwendete Hyundai in dieser Hubraumklasse seit 1987 Motoren der Mitsubishi-Sirius-Reihe. Diese wurde 1994 zur Sirius-II-Serie weiterentwickelt und parallel zu Beta-Motoren angeboten – insbesondere die in der Beta-Reihe erst 1997 erschienene 2.0 und die dort gar nicht enthaltene 2,4-Liter-Version. Hyundai-Modelle vor 2005 mit 1,8, 2,0 und 2,4 Liter Hubraum, die nicht in untenstehender Liste zu finden sind, enthalten demnach einen Sirius-Motor. Bei KIA gilt dies nur für den Joice (der wie der Hyundai Santamo auf dem Mitsubishi Space Wagon basierte), sowie den Magentis und Sorento. Die Hyundai-Motorcodes sind für den 1.8 G4CM (Sirius), den 2.0 G4CP, G4JP (Sirius, Sirius II) und den 2.4 G4CS, G4JS (Sirius, Sirius II).

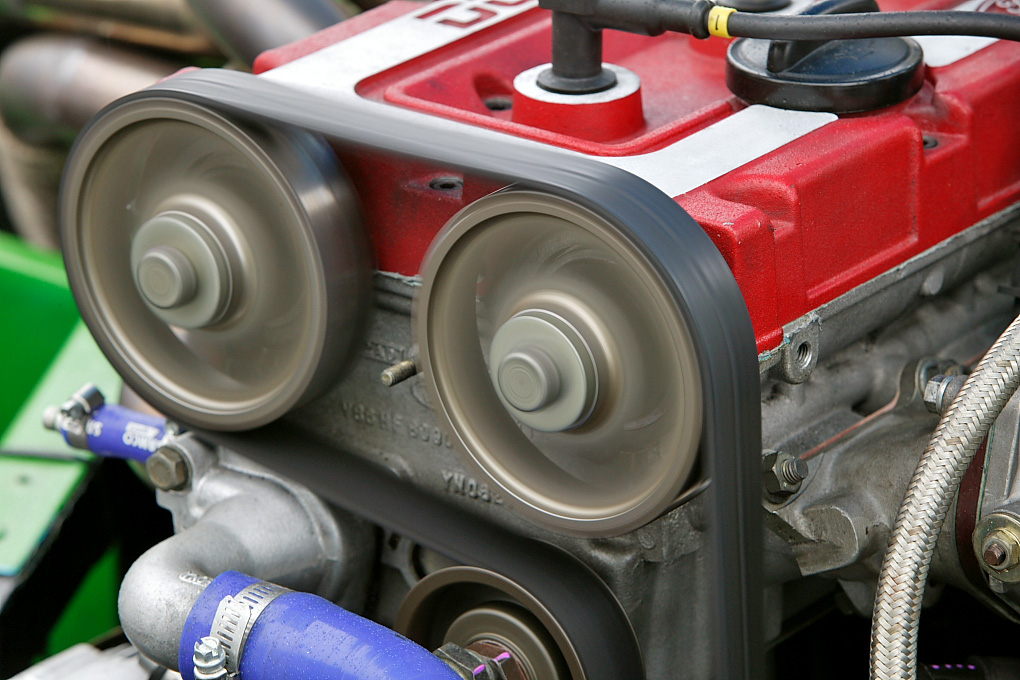
Das Prinzip der Sirius-Reihe: Ein Zahnriemen bewegt beide Nockenwellen

Die Sirius-Motoren sind rund 5 kg schwerer, aber auch etwas länger, breiter und höher als die Beta-Motoren. Der Zahnriemen treibt bei der Sirius-Reihe beide Nockenwellen, bei der Beta-Reihe nur eine, die über eine horizontale Steuerkette am Zylinderkopf die zweite bewegt.
Anders als bei Beta- und Sirius-Motoren wird bei der Sirius-II-Serie der Zahnriemen automatisch nachgespannt. Gleiches bei den beiden Ausgleichswellen: Auch sie ist nur Teil der Sirius-II-Serie. Deren Zylinderkopf wiederum verhinderte den Einbau einer Nockenwellenverstellung, anders als bei der dafür geeigneten Beta-II-Serie.

## Beta
Die Entwicklung der ersten Beta-Serie begann 1992 und kostete 120 Millionen US-Dollar.
Die Verwendung von Plastik in vielen Teilen von Zylinderkopfabdeckung bis Luftfilter sollte zum einen das Gewicht reduzieren und andererseits den Anteil recyclebarer Materialien erhöhen. Fokus war dabei die Erreichung der dies fordernden, kalifornischen Umweltgesetze von 1996.

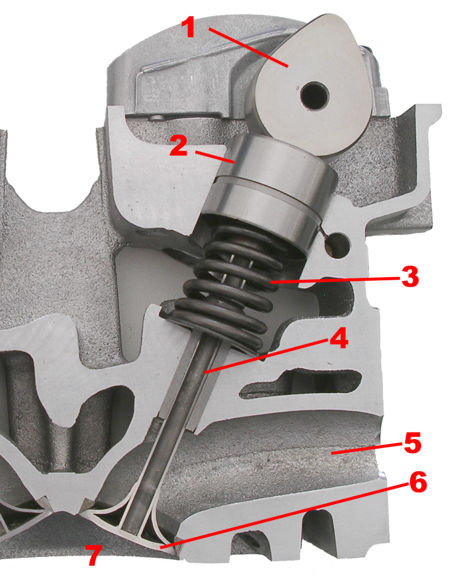
Der Nocken (1) drückt den Hydrostößel (2) auf den Ventilschaft (3, 4), dessen Ende (6) in den Zylinderraum (7) gedrückt wird und damit den Luftkanal (5) freigibt.

Die Ventile werden über Hydrostößel betätigt. Diese Form des Ventilspielausgleichs ist wartungsfrei bis zur Abnutzung der Hydrostößel. Diese entsteht durch das Abtragen der Kontaktfläche zwischen Nocken und Hydrostößel. Der Abstand wird anfangs durch eine Feder ausgeglichen, welche die Stößeloberseite bündig nach oben drückt. Dauerhaftes Ticken deutet darauf hin, dass dies nicht mehr ausreicht und der Nocken nicht mehr ständig am Hydrostößel anliegt, sondern diesen nur noch einmal pro Umdrehung erreicht – das Aufkommen erzeugt das Tickgeräusch. Beim Tausch der Stößel werden sie durch etwas längere ersetzt, um das abgetragene Nockenmaterial auszugleichen. Unterbleibt der Tausch, werden auch die Nocken verstärkt abgetragen, was schließlich in einer „eingelaufenen Nockenwelle“ resultiert. Dann müsste diese ergänzend zu den Stößeln getauscht werden. Ein Ticken kann auch durch unpassende Ölviskosität oder die Nichteinhaltung der Wechselintervalle entstehen. Läuft der Ölkanal im Hydrostößel etwa durch zu niedrigen Ölstand leer, wird das Ventilspiel ebenfalls zu groß und das Ventil nicht mehr vollständig geöffnet. Eine geringere Luftmenge und damit etwas weniger Leistung sind die Folge.
Auch nach längerem Stillstand ist das Geräusch möglich, wenn die Ölkanäle leergelaufen sind. Dies ist kein Verschleißmerkmal und verschwindet nach wenigen Sekunden.

### Probleme
Bei einigen Motoren dieser Serie entstehen am Abgaskrümmer Risse. Erkennbar wird dies an Merkmalen wie geringem Durchzug, unrundem Laufgeräusch, Mehrverbrauch oder ungewöhnlichen Geräuschen beim Beschleunigen. Durch das unkontrollierte Ausströmen von Abgasen vor dem reinigenden Katalysator und den dahinter folgenden, nun falschen Messungen steuert das Motormanagement zu viel oder zu wenig Kraftstoff bei, wodurch Abgasnormen dann meist nicht mehr eingehalten werden (vgl.). Zur Reparatur muss der Abgaskrümmer getauscht werden, welcher bei manchen Modellen mit dem Katalysator ein kostenintensives Bauteil bildet. Den Austausch übernahm in der D-A-CH-Region der Hersteller für maximal fünf Jahre alte Fahrzeuge kostenfrei. Für die letzten betroffenen Fahrzeuge lief die Kulanzregelung daher 2007 aus. Betroffen sind Hyundai Lantra, Elantra und Coupé, die von Mitte 1998 bis 31. Januar 2002 hergestellt wurden (Modelljahre 1999 bis 2002). Das Herstellungsdatum ist auf einem Aufkleber in der Fahrertür zu finden. Mit der Beta-II-Serie wurde das Material widerstandsfester, das Abgaskrümmerproblem verschwand.

## Beta II
Im Jahr 2001 erfuhr die Beta-Serie eine Reihe von effizienzfördernden und geräuschmindernden Maßnahmen und wurde damit zu Beta II. Die 1,6-Liter-Version entfiel.
Nach dem Debüt im Hyundai Coupé 2002 ersetzten die überarbeiteten Versionen im Zuge von Facelifts oder Neuvorstellungen die bisherigen. Das letzte neuerschienene Modell mit Beta-II-Motor ist der Kia Soul in außereuropäischen Märkten. Innerhalb Europas ist er nur mit den 1,6-Liter-Versionen der Gamma-Otto- und U2-Dieselreihen verfügbar.
Die Änderungen zur Verbesserung der Laufruhe umfassten einen verstärkten Zylinderblock, acht statt vier Gegengewichte an der Kurbelwelle und eine nun aus Aluminium gefertigte Ölwanne. Der Motor selbst wurde mit dem Wechsel von gummierter zu hydraulischer Lagerung besser von der Karosserie entkoppelt. Zusätzlich wurde die Leerlaufdrehzahl von 850 auf 700 Umdrehungen pro Minute gesenkt und eine größere Motorabdeckung installiert. Die Leerlaufdrehzahl steigt bei aktiver Klimaanlage zudem nicht mehr um 100 an.
Zur Leistungssteigerung wurde der Luftfilterkasten strömungsgünstiger gestaltet und mit einem Hitzeschild gegenüber dem Motor versehen, wodurch insgesamt mehr Luft einströmen kann. Dies bewirkte eine Leistungssteigerung von 2 Prozent. Die Kraftstoffversorgung wurde auf ein rücklauffreies System mit höherem Kraftstoffdruck umgestellt. Dieses ist seit 1999 Standard für alle neuen Motorreihen.
Um die Emissionen zu verringern, wurde die Form des Brennraums geändert, was durch eine präzisere Fertigung des Zylinderkopfes möglich wurde. Dieser musste damit auch nur mehr doppelt statt dreifach abgedichtet werden. Infolgedessen konnten auch Ventilhub und -öffnungszeit genauer eingestellt werden. In der Ventilbetätigung wurde zudem der hydraulische durch eine starren Stößel ersetzt. Das Ventilspiel wird mit Plättchen („shims“) eingestellt, die nach Abnutzung gegen neue getauscht werden. Optisch und funktional änderte sich nichts an der obigen Beschreibung.
Für die Luftmengenmessung wurde von einem MAF (Mass Air Flow)-Sensor zu einem MAP-Sensor (Manifold Absolute Pressure) gewechselt.

## Beta II CVVT

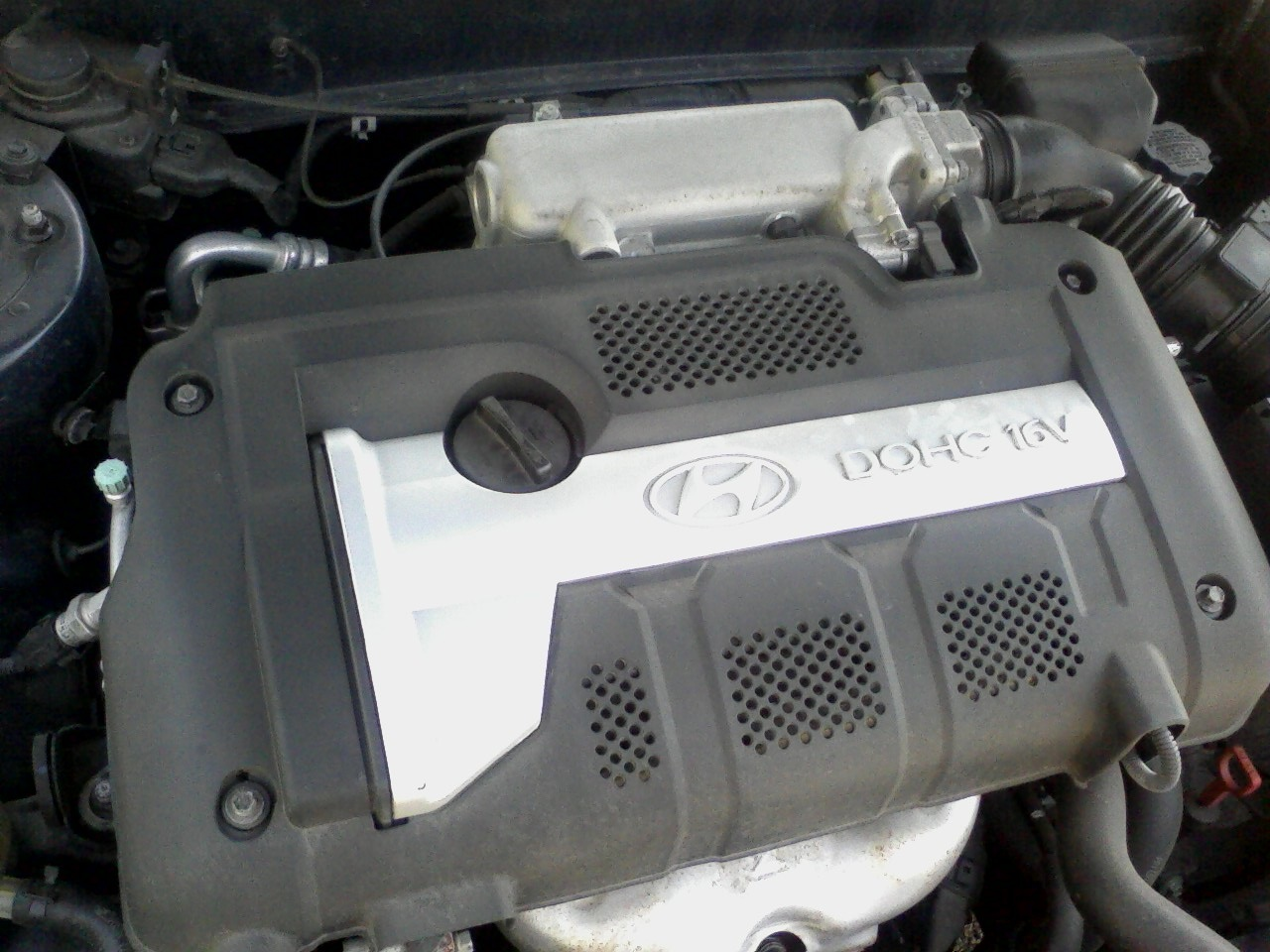
Beta II CVVT 2,0 im Hyundai Elantra

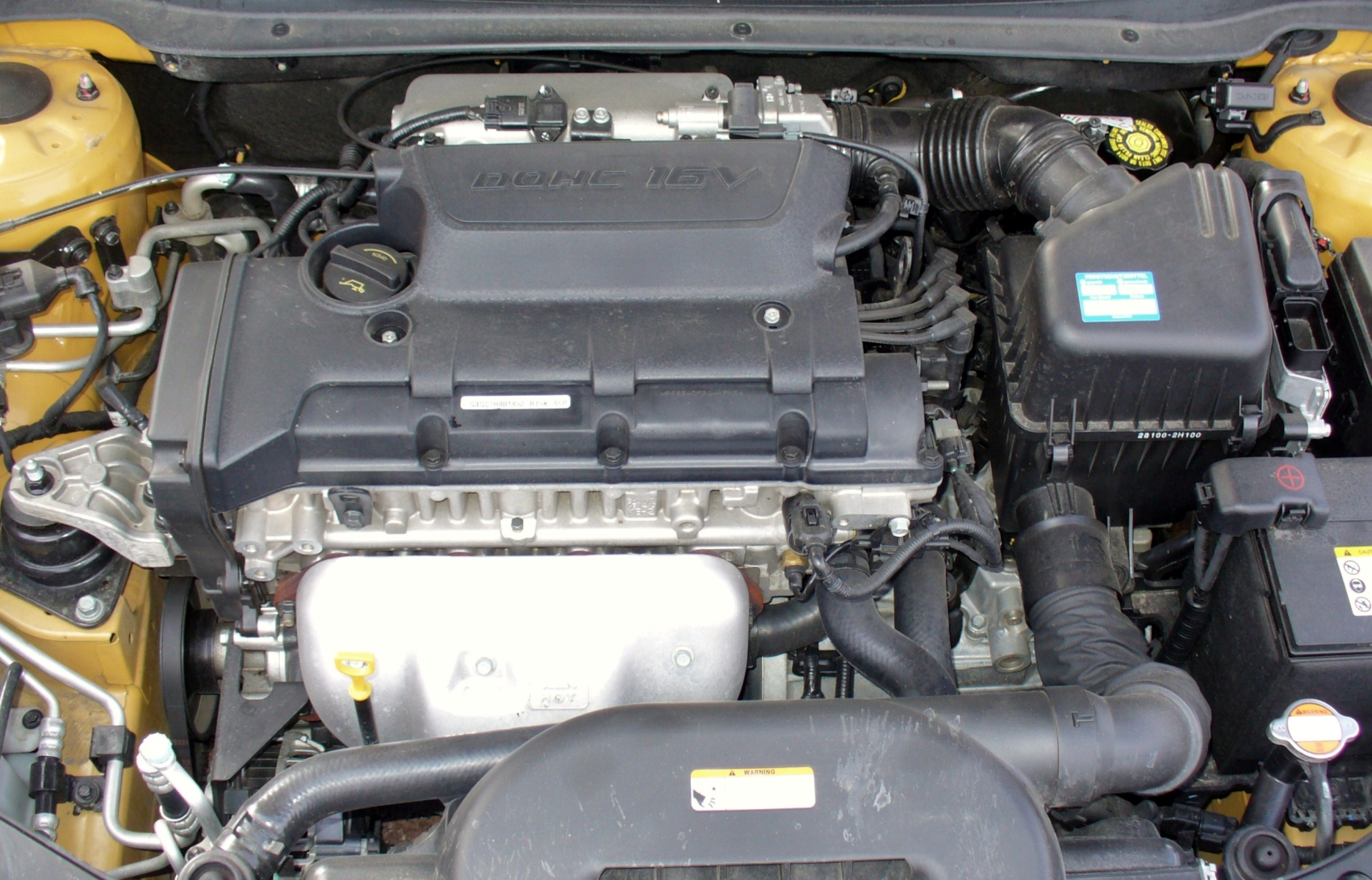
Beta II CVVT 2,0 im KIA pro_cee'd

2003 erhielt die 2,0-Liter-Version als erstes Ergebnis der technischen Zusammenarbeit mit Daimler-Chrysler im Rahmen der Global Engine Manufacturing Alliance eine CVVT benannte Nockenwellenverstellung für die Einlassseite. Die CVVT variiert den Öffnungszeitpunkt der Einlassventile (um 40° einer Kurbelwellenumdrehung), nicht aber den Ventilhub und damit die Öffnungsdauer. Damit übt sie Einfluss auf die Überschneidung zwischen Einlass- und Auslassseite und ist vergleichbar mit der BMW Einzel-VANOS-Technik.
Diese Ergänzung bewirkte eine 5-prozentige Kraftstoffersparnis sowie ein im unteren Drehzahlbereich besseres Drehmoment. Die Leistung stieg wie das maximale Drehmoment um 4 Prozent (siehe auch Hintergrund). Auch wurden besonders die Stickoxidwerte reduziert, indem die abgasrückführende Wirkung einer großen Überschneidung genutzt wird – hierbei wird bereits ausgestoßenes Abgas wieder zurück in den Brennraum gesaugt.
In manchen Modellen (etwa KIA Cerato, Hyundai Elantra) ersetzte wieder ein Mass-Air-Flow-Sensor (MAF) den mit Beta II eingeführten, indirekt messenden MAP-Luftmengenmesser. Letzterer ist im Motorraum des pro_cee'd oberhalb des DOHC-Schriftzuges erkennbar am schwarz verkabelten Bauteil auf dem silbernen Ansaugrohr.
In den seit 2006 neu erschienenen Modellen wurde zudem die hydraulische Servolenkung durch eine elektrisch unterstützte getauscht.
Seit 2006 ersetzte die im Rahmen der GEMA entstandene Theta-Familie bei neuen Modellen nach und nach die Beta-Reihe. Nur für kostensensible Modelle oder Märkte wurde noch auf diese zurückgegriffen. In Europa endete ihr Einsatz mit dem Modelljahr 2011, da ab 2011 die Euro-5-Norm verpflichtend wurde. Auf diese wurde die Beta-Reihe nicht mehr angepasst.

## Daten
| Serie          | Motorcode           | Hubraum (cm³) | Hub × Bohrung (mm) | Leistung bei (1/min) | Drehmoment bei (1/min) | Zylinder | Verdichtung | Aufladung | Einspritzung |
| -------------- | ------------------- | ------------- | ------------------ | -------------------- | ---------------------- | -------- | ----------- | --------- | ------------ |
| Beta           | G4GR                | 1599          | 85 × 77,4          | 90/114 bei 5800 1    | 143 bei 3000           | 4        | 10,1        | –         | MFI          |
| Beta           | G4GM(R) 2           | 1795          | 85 × 82            | 128 bei 6000         | 166 bei 5000           | 4        | 10,1        | –         | MFI          |
| Beta II        | G4GB                | 1795          | 85 × 82            | 122/132 4 bei 6000   | 162 bei 4500           | 4        | 10,1        | –         | MFI          |
| Beta           | G4GF(S/-EG) 2       | 1975          | 93,5 × 82          | 135-139 1 bei 6000   | 180-182 bei 4800       | 4        | 10,1        | –         | MFI          |
| Beta II        | G4GC(G-139/G-141) 5 | 1975          | 93,5 × 82          | 136-141 1 bei 6000   | 179-182 bei 4500       | 4        | 10,1        | –         | MFI          |
| Beta II CVVT 3 | G4GC(X) 5           | 1975          | 93,5 × 82          | 141-143 4 bei 6000   | 184-186 bei 4500       | 4        | 10,1        | –         | MFI          |

## Einsatz
Aufgelistet sind alle Modelle mit Beta-Motoren, nicht in jedem Land wurden alle aufgeführten Konfigurationen angeboten.
Hyundai Coupé
- Coupé RD/J2
  - G4GR, G4GMR: 1996–1998,
  - G4GF: 1996–2000
- Coupé RD2
  - G4GFS, G4GF-EG: 1999–2001
  - G4GCG-141: 2001–2003
- Coupé GK
  - G4GCX: 2003–2009

Hyundai Lantra
- Elantra J2/RD
  - G4GR, G4GM: 1996–2000
  - G4GF: 1998–2000

Hyundai Elantra
- Elantra XD
  - G4GM, G4GCG-139, G4GCG-141: 2001–2003
  - G4GB, G4GCX: 2003–2006
- Elantra HD
  - G4GCX: 2007–2011

Hyundai i30
- i30 FD (aus Korea) / FDH (aus Tschechien)
  - G4GCX: 2007-heute (seit 2010 nur noch für die USA, dort verkauft als Elantra Touring)

Hyundai Matrix
- Matrix FC
  - G4GB: 2001-heute

Hyundai Trajet
- Trajet FO
  - G4GCG: 2004–2008

Hyundai Tucson
- Tucson JM
  - G4GCX: 2004–2009

KIA Carens
- Carens FC
  - G4GC1: 2003–2006
  - G4GCX: 2004–2006

KIA cee'd
- cee'd ED
  - G4GCX: 2006–2010

KIA Cerato
- Cerato LD
  - G4GB: 2005-heute (China)
  - G4GC1: 2003–2006, G4GCX: 2003–2009

KIA Soul
- Soul AM
  - G4GCX: 2009–2011

KIA Sportage
- Sportage JE
  - G4GCX: 2004–2010